# Italienische Badmintonmeisterschaft 2007
Die Italienische Badmintonmeisterschaft 2007 fand vom 2. bis zum 4. Februar 2007 statt.

## Medaillengewinner
| Disziplin    | Gold                             | Silber                       | Bronze                           |
| ------------ | -------------------------------- | ---------------------------- | -------------------------------- |
| Herreneinzel | Giovanni Greco                   | Giovanni Traina              | Rosario Maddaloni                |
| Herreneinzel | Giovanni Greco                   | Giovanni Traina              | Marco Mondavio                   |
| Dameneinzel  | Verena Leiter                    | Federica Panini              | Ira Tomio                        |
| Dameneinzel  | Verena Leiter                    | Federica Panini              | Marialuise Mur                   |
| Herrendoppel | Rosario Maddaloni Enrico Galeani | Giovanni Traina Luigi Izzo   | Patrick Mattei Manuel Batista    |
| Herrendoppel | Rosario Maddaloni Enrico Galeani | Giovanni Traina Luigi Izzo   | Giovanni Greco Pierluigi Musiari |
| Damendoppel  | Marialuise Mur Verena Leiter     | Alessandra Tiburzi Ira Tomio | Silene Zoia Federica Panini      |
| Damendoppel  | Marialuise Mur Verena Leiter     | Alessandra Tiburzi Ira Tomio | Stephanie Romen Lisa Pitscheider |
| Mixed        | Giovanni Traina Federica Panini  | Luigi Izzo Erika Stich       | Roland Pliger Claudia Gruber     |
| Mixed        | Giovanni Traina Federica Panini  | Luigi Izzo Erika Stich       | Patrick Mattei Lisa Ortner       |